# Лок-Спрінгс (Міссурі)
Лок-Спрінгс (англ. Lock Springs) — селище (англ. village) в США, в окрузі Девісс штату Міссурі. Населення — 40 осіб (2020).

## Географія
Лок-Спрінгс розташований за координатами 39°50′56″ пн. ш. 93°46′34″ зх. д. / 39.84889° пн. ш. 93.77611° зх. д. (39.848805, -93.776157).  За даними Бюро перепису населення США в 2010 році селище мало площу 0,32 км², уся площа — суходіл.

## Демографія
Згідно з переписом 2010 року, у селищі мешкало 57 осіб у 20 домогосподарствах у складі 16 родин. Густота населення становила 178 осіб/км².  Було 30 помешкань (94/км²).
Расовий склад населення:
| - 100,0 % — білих |

До двох чи більше рас належало 0,0 %. Частка іспаномовних становила 0,0 % від усіх жителів.
За віковим діапазоном населення розподілялося таким чином: 21,1 % — особи молодші 18 років, 70,1 % — особи у віці 18—64 років, 8,8 % — особи у віці 65 років та старші. Медіана віку мешканця становила 34,3 року. На 100 осіб жіночої статі у селищі припадало 83,9 чоловіків;  на 100 жінок у віці від 18 років та старших — 87,5 чоловіків також старших 18 років.
Цивільне працевлаштоване населення становило 20 осіб. Основні галузі зайнятості: виробництво — 35,0 %, будівництво — 20,0 %, публічна адміністрація — 15,0 %.